# Rubrius lineatus
Rubrius lineatus is een spinnensoort in de taxonomische indeling van de nachtkaardespinnen (Amaurobiidae).
Het dier behoort tot het geslacht Rubrius. De wetenschappelijke naam van de soort werd voor het eerst geldig gepubliceerd in 1967 door Roth.